# Livet-sur-Authou
Livet-sur-Authou är en kommun i departementet Eure i regionen Normandie i norra Frankrike. Kommunen ligger i kantonen Brionne som tillhör arrondissementet Bernay. År 2022 hade Livet-sur-Authou 165 invånare.

## Befolkningsutveckling
Antalet invånare i kommunen Livet-sur-Authou
Referens:INSEE